# Il bagno la sera d'estate
Il bagno la sera d'estate (Le Bain au soir d'été) è un dipinto a olio su tela realizzato dal pittore svizzero Félix Vallotton tra il 1892 e il 1893. L'opera, esposta al Salon des indépendants del 1893, è conservata alla Kunsthaus di Zurigo, in Svizzera.

## Descrizione
Riprendendo dei dipinti di autori del passato che raffiguravano dei bagni di massa nella fontana della giovinezza (come un'opera del pittore rinascimentale Lucas Cranach il Vecchio), Vallotton seppe unire in un'unica composizione il paesaggio idillico tipico delle opere antiche e la moda moderna del bagno, così come in quegli anni Maurice Denis aveva raffigurato come una scena idillica un momento di riposo tra delle donne nella sua opera Le muse.
In basso si trova una grande vasca piena d'acqua nella quale sono immerse molte donne ad altezze diverse, alcune con indosso delle sottovesti bianche, altre senza. Oltre il muretto di mattoni rossi della piscina c'è un prato illuminato dai raggi del sole nel quale si trovano altre donne raffigurate in pose diverse, mentre si riposano, in procinto di spogliarsi o di rivestirsi. I fiori di questo prato richiamano quelli di alcuni arazzi medievali noti in francese come millefleur ("millefiori"). Tra l'erba e i cespugli sono sparsi gli indumenti e la biancheria che queste bagnanti hanno lasciato per rinfrescarsi dal caldo estivo.
Questo dipinto segna un punto di svolta nella carriera di Vallotton, dato che per la prima volta l'artista losannese trasferì sulla tela lo stile che egli aveva adoperato fino ad allora per le silografie che pubblicava sulla rivista letteraria La revue blanche. L'opera si distacca dai quadri realistici realizzati dal pittore negli anni precedenti e si avvicina all'arte del gruppo dei Nabis, che Vallotton conobbe proprio in quel periodo. Quando l'opera venne esposta al Salon des indépendants di Parigi, la tela fece scalpore e molti giornalisti si presero gioco dell'autore. Tra i pochi che apprezzarono lo stile allora inedito di questo dipinto vi furono i pittori Henri Rousseau ed Henri de Toulouse-Lautrec e il cineasta Maurice Tourneur.